# Vendela Kirsebom
Pour les articles homonymes, voir Kirsebom.
Vendela Maria Kirsebom Thommessen, née le 12 janvier 1967, est un mannequin et une actrice norvégienne.

## Biographie
Née à Stockholm, Suède d'une mère norvégienne et d'un père turc, elle est remarquée en Suède à treize ans par Eileen Ford, alors qu'elle mange avec ses parents dans un restaurant. À dix-huit ans, diplômée de l'école Rudolf Steiner, elle se rend en Italie pour poursuivre sa carrière de mannequin avec l'agence Ford Models. Après un contrat avec Elizabeth Arden, où Amber Valletta prendra sa suite, elle se rend aux États-Unis où elle commence comme porte-parole d'Almay (en).
Depuis, sa carrière est jalonnée de succès. Les compagnies qu'elle représente sont par exemple : les senteurs Revlon Lasting, Barbour, Diesel Jeans, Hanes Underwear, JH Collectibles, Lipton's Tea, Mikimoto, et Victoria's Secret.
Elle a aussi fait la couverture de Bride's (USA), Flare (en), Shape (en), FHM (UK), et Zest (USA), Vogue (édition française en novembre 1987). Elle est également souvent dans les pages de Sports Illustrated Swimsuit Issue.
En 1996 elle épouse le politicien norvégien Olaf Thommessen, un catholique romain d'origine franco-norvégienne, et ils s'installent à Oslo, où ils résident avec leurs deux filles : Julia et Hannah.
En 1999, elle a été l'hôtesse du concours musical Melodifestivalen 1999 de Suède (Eurovision).
Elle est très active dans la communauté internationale des mannequins, et joue volontiers le rôle d'ambassadrice de l'UNICEF.
Elle a aussi prêté sa voix pour Johnny Bravo et joué dans quelques films ou séries télévisées.

## Filmographie
- 1988 : Piazza Navona : épisode Cuore di ladro : Ingrid Allberg
- 1992 : Petite Fleur (Blossom) épisode Driver's Education : gentille marraine
- 1997 : Batman & Robin : Nora Fries
- 1998 : À nous quatre ou L'Attrape parents (The Parent Trap) : mannequin avec robe de mariée

## Défilés
- Victoria's Secret - 1997
- Prêt-à-porter : Automne - hiver 2003 : Norah Farah

## Publicités
Ab Dolly, Almay, chips Baked Lay, Barbour, Diesel Jeans, Eddie Bauer, Elizabeth Arden, parfum Elizabeth Arden 'Sunflowers', Ellen Tracy, Hanes Underwear, JH Collectibles, Lipton's Tea, Liz Claiborne, Mikimoto, Rampage, parfum Revlon Lasting, Victoria's Secret